# Pod jarzmem tyranów
Pod jarzmem tyranów – polsko-niemiecki film niemy z 1916 roku. Film ma charakter propagandowy, anty-rosyjski. Powstał z inicjatywy władz niemieckich i austro-węgierskich. Film nie zachował się do dziś.

## Treść[1]
Akcja filmu obejmowała historię Polski od końca XVIII wieku do wybuchu I wojny światowej. Film ukazywał obraz walk Polaków o niepodległość z zaborcą rosyjskim od powstania kościuszkowskiego po formowanie Legionów. W zakończeniu ukazywano zwycięskie wkroczenie sprzymierzonych wojsk niemieckich i austro-węgierskich do Przemyśla. Zwycięzcy zwracają Polsce niepodległość.

## Tytuły części[1]
Film składa się z sześciu części:
- Polska pod przemocą Rosji
- Generał kawalerii oznajmia Polakom, żeby poświęcali swoją krew dla ojczyzny
- Żyd Abraham poszukuje swojej córki,
- I upłynęło więcej niż 100 lat...
- Odebranie Przemyśla
- Zmartwychwstanie Polski

## Obsada[1]
- Franciszek Frączkowski - Tadeusz Kościuszko
- Marian Jednowski - gubernator
- Stanisław Polański - starosta Sosnowski
- Helena Zahorska - córka Sosnowskiego
- Bolesław Brzeski - Jan Zbroja
- Stanisław Dąbrowski - Maksym
- Zygmunt Noskowski - Żyd Abraham
- Irena Regicz - Miriam, córka Abrahama
- Wanda Jarszewska - Maria Zbroja
- Bolesław Mierzejewski - Henryk, narzeczony Marii

## Alternatywne tytuły[1]
- 125 lat niewoli Polski
- Jeszcze Polska nie zginęła
- Sto dwadzieścia pięć lat niewoli Polski
- Tyrannenherrschaft